# Albert Salvadó
Albert Salvadó (Andorra-a-Velha, 1 de fevereiro de 1951 – Andorra-a-Velha, 3 de dezembro de 2020) foi um escritor andorrano.
Estudou engenharia industrial e escreveu contos infantis, ensaios e romances.
Destaque para seus romances históricos, onde misturam realidade, ficção e mistério. Suas obras foram publicadas em vários idiomas (catalão, castelhano, francês, português, grego, tcheco e outros) e recebeu diversos prêmios, entre os quais o Premi Fiter i Rossell del Cercle de les Arts i les Lletres em 1999 com L'anell d'Àtila, o Carlemany em 2002 por Els ulls d'Anníbal, e dois prêmios Nèstor Luján em 1998 e 2005 com El mestre de Kheops e La gran concubina d'Amon respectivamente.
Morreu em 3 de dezembro de 2020, aos 69 anos.

## Obra selecionada
- L'enigma de Constantí el Gran
- El mestre de Kheops
- L'anell d'Àtila
- El rapte, el mort i el Marsellès
- Jaume I el Conqueridor (El punyal del sarraí, La reina hongaresa, Parleu o mateu-me)
- L'ull del diable
- El relat de Gunter Psarris
- Un vot per l'esperança
- Els ulls d'Anníbal
- L'ombra d’Ali Bei (Maleït català!, Maleït musulmà!, Maleït cristià!)
- La gran concubina d'Amon
- L'informe Phaeton
- Vols viure?